# Шелда
Шелда или Еско (фр. Escaut, хол. Schelde) је река која се налази у западној Европи. Извире у Француској, па тече кроз Белгију и у Холандији се улива у Северно море. Дужина Шелде је око 430 km.